# Vernaus
Vernaus (en francès Vernaux) és un municipi francès situat al departament de l'Arieja i a la regió d'Occitània.